# Cratere Funchal
Funchal  è un cratere sulla superficie di Marte.